# Old English Black

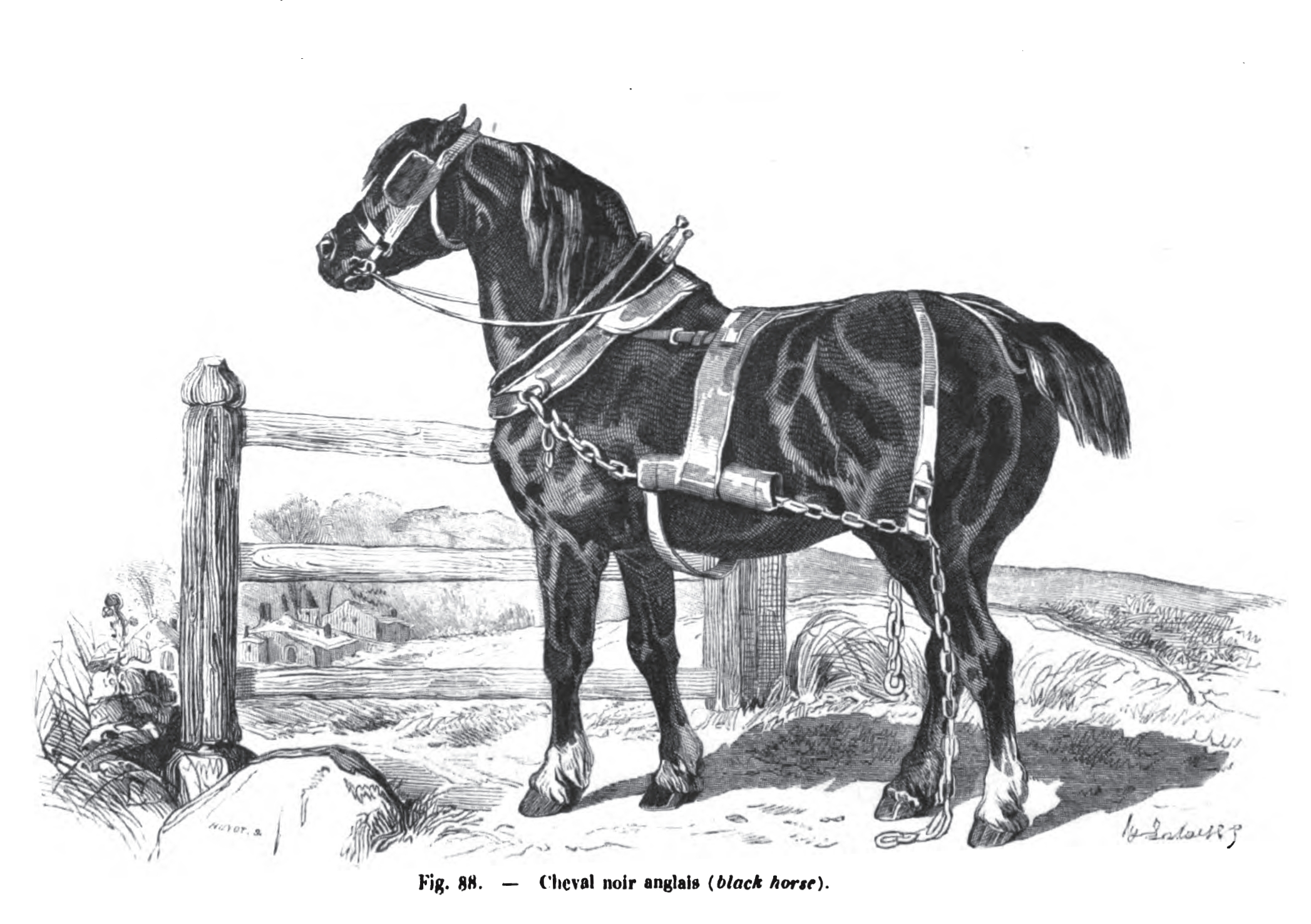
Old English Black

Old English Black var en hästras som existerade i England men som dog ut när den helt och hållet avlades upp i Shirehästen och Clydesdalehästen och helt ersattes av dessa raser. Trots namnet var svart inte ens en vanlig färg på Old English Black. 

## Historia
År 1066 när Vilhelm Erövraren tog över tronen i England fördes mängder av hästar från Europa över Engelska kanalen och in i Storbritannien. Många av dessa europeiska hästar var tunga kallblodshästar som härstammade från den förhistoriska skogshästen. 
Dessa hästar korsades med de olika inhemska hästar som fanns där sedan tidigare. Efter många både lyckade och misslyckade experiment fick man fram en kraftig typ av häst som man helt enkelt kallade Old English Black Horse. Varför den fick namnet vet man inte men skrifter och konstföremål från denna tiden visade att de flesta hästar troligtvis var bruna. Även skimmel och fuxar existerade men svart var väldigt ovanligt. Troligtvis fick hästen namnet från Frieserhästen som var med i utvecklingen, då Frieserhästar alltid är svarta.  
Under 1500-talet försvann många av Old English Black genom inavel i det som skulle bli Shirehästen. Ännu senare under 1800-talet var rasen nästan helt utdöd när Clydesdalehästarna började växa i popularitet och Old English Black försvann helt då man inte hade någon nytta av rasen när man hade fått fram dessa två tunga kallblodshästar. Men både Shirehästen och Clydesdale anses ha många drag som påminner om Old English Black.

## Egenskaper
Old English Black var troligtvis en mycket tung typ av häst, troligtvis en kallblodshäst som hade många likheter med dagens Clydesdalehästar och Shirehästar. Beskrivningar av rasen hävdar att Old English Black snarare var bruna, eller eventuellt fuxar, och ibland skimmel, men väldigt sällan svarta, trots att namnet antyder detta. Old English Black-hästarna hade ofta stora vita tecken på benen och i ansiktet, liksom dagens Clydesdalehästar.